# Jincheng Group
Jincheng Group «Jincheng Corporation» — група машинобудівних підприємств у галузях виробництва гідромоторів, гідроприводних лебідок, сервоприводів, авіаційних та автомобільних двигунів, газових двигунів, спеціальних вантажних автомобілів та причепів, мотоциклів, квадроциклів, скутерів. Суттєвою складовою бізнесу є міжнародна торгівля та сфера надання послуг.

## Коротка історія
Компанію було засновано у 1949 році як «China Aviation Industry Corporation I» (AVIC I) у м. Шанхай. Компанія виконувала військові замовлення в галузі авіабудування та обслуговування і ремонту авіаційної техніки. У 1950 році завод було переведено у м. Нанкін, провінція Цзянсу. На технічній базі заводу в 1952 році було організовано «Нанкінську технічну школу авіаційної промисловості», яка стала попередницею «Нанкінського університету авіації та космонавтики».
У 1974 році було розпочато виробництво продукції цивільного призначення — клапанів регулювання тиску. 1979 рік ознаменувався випуском першого мотоцикла «CJ-70», а вже у 1985-му було розпочато виробництво мототехніки за технологіями Suzuki.
У 1988 мотоцикли Jincheng вперше вийшли на міжнародний ринок, а згодом — і інша продукція. У 1995-му була розроблена, впроваджена та сертифікована система управляння якості за ІСО 9001. 1996-го технологія виробництва мотоциклів Jincheng була експортована до Колумбії, де було побудовано завод «Jincheng de Columbia S.A.» (Jincol S.A.) у м. Барранкілья.
У 2003-му була сертифікована система управління виробництва мотоциклів на відповідність вимогам захисту довкілля за ІСО 14001, а у 2005-му мотоцикли Jincheng завоювали ринки Франції та Японії.

## Склад холдингу
Станом на 01.05.2016 до холдингу входять:
- Jincheng Mashinery Ltd[2];
- Jincheng Corporation Motorcycle Sales Co., Ltd[3];
- Jincheng Corporation Imp. & Exp. Ltd[3];
- Nanjing Jincheng Suzuki Motorcycle Co., Ltd;
- Nanjing Jincheng Sanguo Mechanism & Electronics Co.,Ltd
- Nanjing Jincheng Precision Machinery Co., Ltd;
- Nanjing Jingyi Casting Co., Ltd;
- Nanjing Jincheng Software Inc.[4];
- Nanjing Jingcheng Plastic Co., Ltd.[5];
- Jincheng Group Imp. & Exp. Co., Ltd. [6] (Імпорт-експорт)
- Nanjing Jinlongpan Real Estate Development Co., Ltd. (післяпродажний сервіс)
- Jincheng Electric Vehicle Co., Ltd.[7]